# I am Setsuna
I am Setsuna (いけにえと雪のセツナ?, Ikenie to Yuki no Setsuna) è un videogioco di ruolo sviluppato da Tokyo RPG Factory e pubblicato nel 2016 da Square Enix per PlayStation 4. Convertito per Microsoft Windows e distribuito tramite Steam, il gioco è uno dei titoli di lancio del Nintendo Switch.

## Modalità di gioco
Ispirato ai classici JRPG, I am Setsuna presenta il sistema di combattimento Active Time Battle, basato su quello di Chrono Trigger.